# Kinkiconocephalopsis
Kinkiconocephalopsis is een geslacht van rechtvleugeligen uit de familie sabelsprinkhanen (Tettigoniidae). De wetenschappelijke naam van dit geslacht is voor het eerst geldig gepubliceerd in 1999 door Kano.

## Soorten
Het geslacht Kinkiconocephalopsis omvat de volgende soorten:
- Kinkiconocephalopsis koyasanensis Kano, 1987
- Kinkiconocephalopsis matsuurai Kawakita, 1999